# اسلیم و من
اسلیم و من (انگلیسی: Slim and I) یک فیلم استرالیا به کارگردانی کریو استندرز درمورد زندگی جوی مک‌کین و اسلیم داستی، یکی از موفق‌ترین خواننده-ترانه‌نویس در استرالیا است که در سال ۲۰۲۰ منتشر شد.

## موسیقی متن
یک آلبوم موسیقی متن در ۴ سپتامبر ۲۰۲۰ برای فیلم منتشر شد.